# لینژهفلایگ
لینژهفلایگ (انگلیسی: Linjeflyg) شرکت هواپیمایی سوئدی است، که در سال ۱۹۵۷ تأسیس شد.